# White River (Puyallup River)
Der White River ist ein Wildwasser-Fluss glazialen Ursprungs in den Countys Pierce und King im US-Bundesstaat Washington. Er fließt über 121 km von seiner Quelle, dem Emmons-Gletscher am Mount Rainier bis zum Puyallup River in Sumner. Er bildet einen Teil der Grenze zwischen dem King und dem Pierce County.
Ein zweiter White River hat seine Quelle in der Glacier Peak Wilderness und fließt südostwärts zum Lake Wenatchee.

## Verlauf

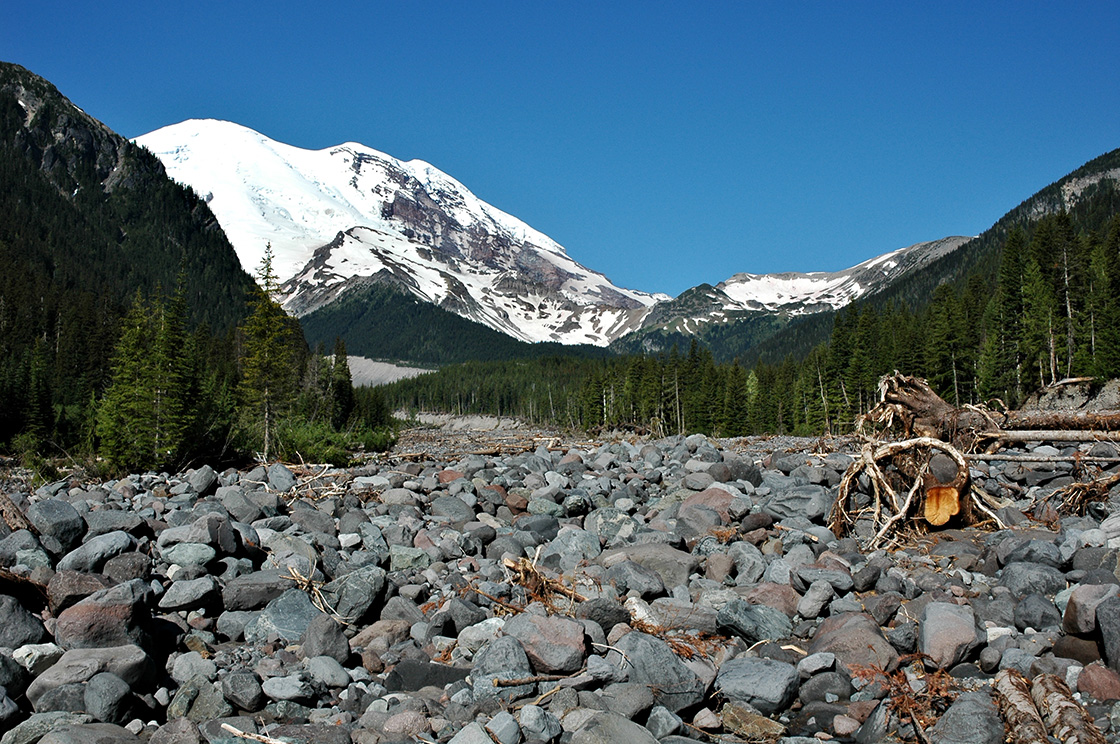
Das trockene Kiesbett in der Aue des White River nahe einem Campingplatz im Mount Rainier National Park.

Die Quelle des White River ist der Emmons-Gletscher an der Nordostseite des Mount Rainier. Der Fluss entspringt in Eishöhlen am Fuß des Gletschers. Sein Oberlauf liegt innerhalb des Mount Rainier National Park. Kurz nach dem Austritt aus dem Emmons-Gletscher fließt der White River im Allgemeinen ostwärts bis zum White River Campground dann zur White River Ranger Station und wendet sich dann nach Norden. Der Fluss wird auf einem Großteil seines Oberlaufs von der Washington State Route 410 begleitet, die im Nationalpark Mather Memorial Parkway genannt wird. Nach mehreren Meilen verlässt der Fluss den Mount Rainier National Park und tritt in den Mount Baker-Snoqualmie National Forest ein.
Der Fluss wendet sich schrittweise westwärts und passiert mehrere Campingplätze des National Forest. Der Huckleberry Creek fließt ihm unmittelbar unterhalb des Dalles Campground zu. Mehrere Meilen von dort flussabwärts mündet einer seiner Hauptzuflüsse, der West Fork White River, der gleichfalls an einem Gletscher des Mount Rainier National Park entspringt, und zwar am Winthrop-Gletscher. Ein paar Meilen flussabwärts von der Mündung des West Fork erreicht ein weiterer Hauptzufluss den White River, der Greenwater River. Die kleine Siedlung Greenwater liegt an dieser Mündung.
Unterhalb von Greenwater fließt der White River grundsätzlich nach Westen. Er passiert den Federation Forest State Park und wird dann von einem weiteren Zufluss, dem Clearwater River, verstärkt. Mehrere Meilen flussabwärts von dort wird der White River vom Mud Mountain Dam gestaut, welcher einen sumpfigen See mit stark wechselndem Wasserspiegel, den Mud Mountain Lake, bildet. Der Damm wurde zur Hochwasserkontrolle gebaut. Der Mud Mountain Lake füllt sich nur bei extremen Hochwasserereignissen.

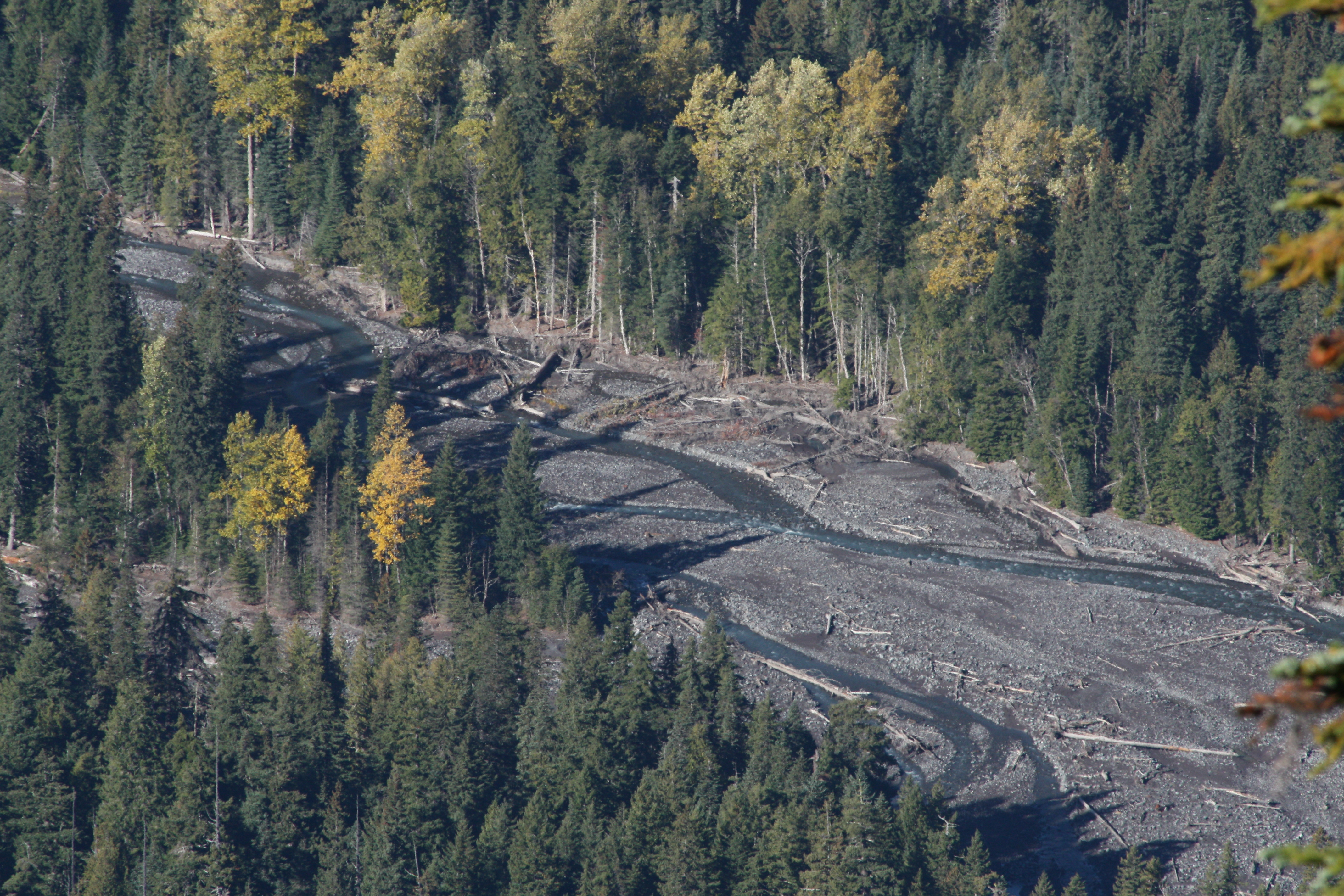
Der White River zeigt sich als Verflochtener Fluss und mäandriert mit Totholz-Ablagerungen auf ausgedehnten Schotterbänken. Westliche Balsam-Pappeln mit ihrem gelben Herbstlaub wachsen entlang der Purpur-Tannen-Wälder.

Unterhalb des Mud Mountain Dam erreicht der White River die größere Metropolregion von Tacoma. Er fließt zwischen den Städten Buckley und Enumclaw. Danach macht er einen großen Bogen nach Nordwesten, dann nach Südwesten und schließlich um den Lake Tapps herum. Nördlich des Sees fließt der White River durch die Muckleshoot Indian Reservation. Unterhalb derer, westlich des Lake Tapps, erreicht der White River eine weite Flussaue und fließt an der Stadt Pacific vorbei, bevor er sich bei Sumner in den Puyallup River ergießt.
Lake Tapps ist ein 1911 erbautes Reservoir für die Wasserkraftnutzung. Ein Abschlagsbauwerk leitet einen Teil des Wassers vom White River über eine Rinne, einen Kanal und eine Pipeline in den Lake Tapps. Ein Ablaufkanal an der Westseite des Sees führt das Wasser durch die Turbinen des Dieringer Powerhouse; anschließend wird das Wasser in den unteren White River (oder Stuck River, wie er in dieser Gegend genannt wird) über die Dieringer Tailrace zurückgeleitet.

## Flussregulierungen

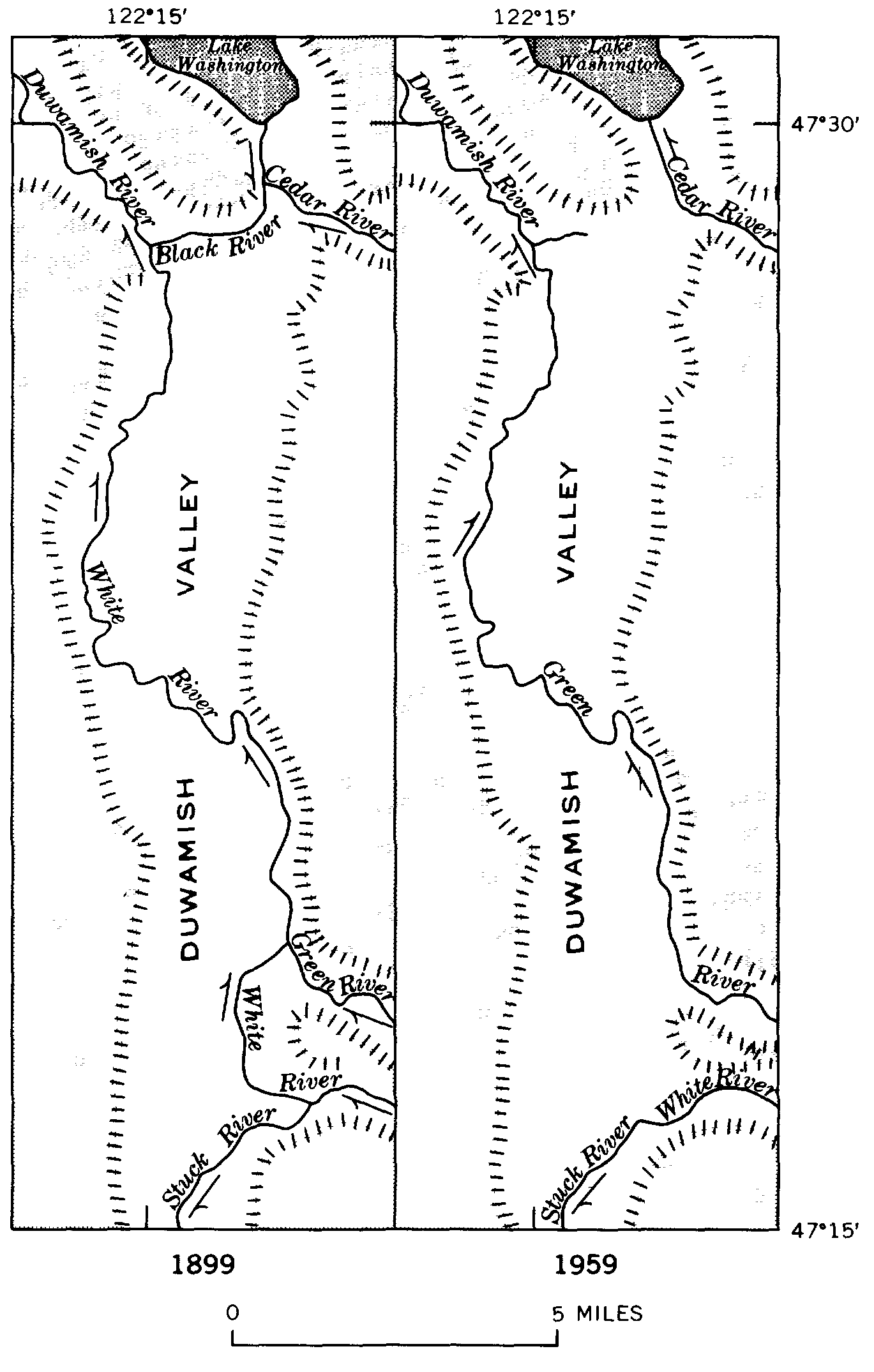
Diese Karten zeigen die Änderungen des Verlaufs und der Benennung von Flüssen im Duwamish Valley, 1899–1959.

Vor 1906 mündete der White River nahe Auburn in den Green River und der Fluss erreichte (unter dem Namen „White River“) bei Tukwila den Black River, um so den Duwamish River zu bilden, welcher bei Seattle in den Puget Sound mündete. Ein starkes Hochwasser, gekoppelt mit einem gewaltigen Damm aus Holz und Geröll, leitete den White River 1906 südwärts in den Stuck River und danach in den Puyallup River, der bei Tacoma in den Puget Sound mündet. Die Sperre aus Holz und Geröll wurde durch eine dauerhafte Mauer ersetzt, so dass der White River heute ein Zufluss des Puyallup River bleibt.
Im späten 19. Jahrhundert waren Farmer entlang des White River Opfer nahezu jährlicher Überschwemmungen. Zeitweise wollten die Farmer den Fluss mit Hilfe von Dynamit in verschiedene Kanäle leiten. 1899 schlug solch eine Sprengung fehl und führte dazu, dass ein Großteil des White River über den Stuck River und hernach in den Puyallup River abfloss. Das Sprengen von Kanälen hielt bis zur Jahrhundertflut 1906 an, die die Ableitung des White River über den Stuck River beendete. Aufgrund des Hochwasserrisikos war diese Ableitung seitens des Pierce County unerwünscht, welches das King County ersuchte, den White River zurück in den Stuck River zu leiten. Der angestrengte Prozess dauert bis 1913, als die Countys eine Einigung erzielten. Das Pierce County würde den White River behalten, aber das King County würde 60 % der Kosten für den Hochwasserschutz übernehmen. Dämme, Deiche und Barrieren wurden in der Hoffnung entlang des White River gebaut, eine erneute Jahrhundertflut zu vermeiden; doch 1933 überschwemmte ein Hochwasser die Region. Die beiden Countys stellten fest, dass sie nicht in der Lage sein würden, den Fluss zu bändigen und wandten sich an die Bundesregierung. Das Ergebnis war der Bau des Mud Mountain Dam.
Der Mud Mountain Dam, erbaut zu Hochwasserschutzzwecken durch das United States Army Corps of Engineers, wurde 1948 fertiggestellt. Der Damm blockiert die Wanderung anadromer Fische, so dass ein „Trap-and-Haul“-System eingesetzt wird, bei dem die Fische gefangen und per LKW um den Damm herum transportiert werden. Nach dem Bau des Mud Mountain Dam waren die Farmer am unteren White River von der vorher praktisch ständig bestehenden Angst vor einem Hochwasser befreit.
1911 wurde nahe Buckley ein Scheidedamm gebaut, der zusammen mit einem System von Dükern im Umfeld des ursprünglich kleinen Lake Tapps ein größeres Reservoir schuf. Über die Jahre entwickelte sich eine kleine Gemeinde am See. Das Wasser des Stausees wird etwa 32 km unterhalb des Scheidedamms in den White River zurückgeführt. Eigentum und Betrieb wurden an die Puget Sound Energy (PSE), einen regionalen Energieversorger, übertragen. Kürzlich verkaufte die PSE den See an die Cascade Water Alliance (CWA). Die CWA untersucht gegenwärtig die Umweltbedingungen und prüft so die Eignung des Sees als Trinkwasserquelle. Der See stand auch im Fokus der Untersuchungen zur Wasserqualität in einem „White River Basin Plan“ genannten Planungsprozess des Pierce County, der aktuell in der Endredaktion ist.

## Natur
Der White River und seine Zuflüsse bieten mehreren Lachsartigen Lebensraum, darunter Königslachs, Buckellachs, Ketalachs und Silberlachs sowie Stierforelle, Regenbogenforelle, Steelhead und der Küsten-Cutthroat-Forelle. Buckel- und Ketalachs dominieren die Wanderungen. Interessanterweise kommen auch Rotlachse in kleiner Zahl im Becken vor, obwohl keine größeren natürlichen Seen vorhanden sind. Der Silberlachs des White River bildet eine gemischte Population aus wilden und Satzfischen. Der Königslachs aus dem Puget Sound bildet eine „Evolutionarily Significant Unit“, eine „evolutionär wichtige Einheit“ (2005), die Steelhead-Forellen ein „Distinct Population Segment“, eine „unterscheidbare Teilpopulation“ (2011), und die Puget-Sound-/ Küsten-Stierforelle ist als gefährdet im Endangered Species Act, der Artenschutzverordnung der Vereinigten Staaten, aufgeführt.

## Geschichte
Das White River Valley war Schauplatz gewalttätiger Zusammenstöße zwischen Indianern und Militäreinheiten des Washington Territory wie auch der United States Army während des Puget-Sound-Krieges von 1855/56.